# Никола Дуран де Вилгењон
Николас Дуран Де Вилгањон (фр. Nicolas Durand de Villegaignon; Провен, 1510 - Бове, Француска, 9. јануар 1571) је био француски поморски официр (вицеадмирал Бретање), који је покушао помоћи некатоличким Французима, да избјегну прогоне тако што их је населио у Бразил, гдје је основао француску колонију Француски Антарктик.
Вилгањон је био војник, научник, истраживач, авантуриста и предузетник у једном човјеку. Борио се против гусара у Медитерану и учествовао у неколико ратова. Командовао је Француском флотом која је отела Мери I од Шкотске, стару 5 година, будући да је обећала да ће се удати за француског престолонасљедника.
Ипак, у историју је ушао као оснивач неуспјешне колоније Француски Антарктик, инвазијом на мјесто данашњег Рио де Жанеира, 1555. године. Са флотом од 600 војника и колониста, углавном француских протестаната, а послије и швајцарских калвиниста који су били незадовољни католичким прогонима у Европи. Такође је желио да остигура сталну базу за шверц дрвета бразил, које је служило у производњи црвене боје, као и чврсто дрво за изградњу. Француски Антарктик је требало да буде и база за истраживање руда и драгог камења у планинама у унутрашњости.
Послије битака против Португалаца, француске колонисте је побиједио Estácio de Sá 20. јануара, 1567. године. У то вријеме Вилгањон се вратио у Француску (тачније 1557. године). Пред саму смрт је прихватио католичку вјеру. Умро је 9. јануара 1571. године у Француској, у мјесту Бове.